# GOLGA7B
GOLGA7B (англ. Golgin A7 family member B) – білок, який кодується однойменним геном, розташованим у людей на 10-й хромосомі. Довжина поліпептидного ланцюга білка становить 167 амінокислот, а молекулярна маса — 18 335.
| 10         |  | 20         |  | 30         |  | 40         |  | 50         |
| ---------- |  | ---------- |  | ---------- |  | ---------- |  | ---------- |
| MATEVHNLQE |  | LRRSASLATK |  | VFIQRDYSDG |  | TICQFQTKFP |  | PELDSRIERQ |
| LFEETVKTLN |  | GFYAEAEKIG |  | GSSYLEGCLA |  | CATAYFIFLC |  | METHYEKVLK |
| KISRYIQEQN |  | EKIFAPRGLL |  | LTDPVERGMR |  | VIEISIYEDR |  | CSSGSSSSGS |
| SSGSGSSSGG |  | GGGAGAR    |  |            |  |            |  |            |

A: Аланін

C: Цистеїн

D: Аспарагінова кислота

E: Глутамінова кислота

F: Фенілаланін

G: Гліцин

H: Гістидин

I: Ізолейцин

K: Лізин

L: Лейцин

M: Метіонін

N: Аспарагін

P: Пролін

Q: Глутамін

R: Аргінін

S: Серин

T: Треонін

V: Валін

Кодований геном білок за функцією належить до ліпопротеїнів. 
Локалізований у мембрані, апараті гольджі.